# Thomas von Capua
Thomas von Capua (Tommaso di Capua, Tommaso del Vescovo da Capua) (* vor 1185; † wohl Mitte August 1239 in Anagni) war päpstlicher Notar, von 1215 bis 1216 erwählter Erzbischof von Neapel, und ab 1216 Kardinal.

## Leben
Thomas stammte aus Capua, aus der Familie de Ebulo und trat, möglicherweise gefördert durch Pelagius von Albano, in die Dienste der römischen Kurie. 1214 oder 1215 wählte ihn das Kapitel des Erzbistums Neapel zum Erzbischof; er blieb jedoch, ohne sein Amt in Neapel anzutreten, weiterhin in der Kurie tätig, wo er zum Leiter der päpstlichen Kanzlei Innozenz’ III. aufstieg und erstmals im Juni 1215 als sancte Romane ecclesie subdiaconus päpstliche Urkunden datierte. Am 5. März 1216 erhob Innozenz III. ihn zum Kardinaldiakon von Santa Maria in Via Lata und im April zum Kardinalpriester von Santa Sabina, woraufhin das Erzbistum Neapel anderweitig besetzt wurde.
Nach Innozenz’ Tod (16. Juli 1216) schied er zunächst aus der Kanzlei aus, wurde jedoch 1219 von Papst Honorius III. zum Kardinalpönitentiar bestellt und übernahm nach dem Pontifikatsantritt Gregors IX. 1227 auch diplomatische Aufgaben. Im Winter 1227/28 war er zusammen mit Kardinal Otto von St. Nikolaus in carcere Tulliano erstmals bei Kaiser Friedrich II., um über die Aufhebung der Exkommunikation des Kaisers zu verhandeln. Im November 1229 reiste Thomas nochmals an den kaiserlichen Hof, um für den in Montecassino eingeschlossenen Pelagius von Albano freien Abzug zu erwirken und Friedensverhandlungen mit dem Kaiser einzuleiten.
Im Sommer 1230 führte er zusammen mit Kardinalbischof Jean II. Halgrin d’Abbeville die schwierigen Verhandlungen mit Friedrich II., die im Juli mit dem zweiten Vertrag von San Germano (Cassino; Friedrich garantierte dem Klerus Steuer-, Straf- und Gerichtsfreiheit und übergab dem Kirchenstaat einige Grenzfestungen) und dem Vertrag von Ceprano (mit der Aufgabe der letzten Königsrechte im Bereich der sizilischen Kirche erreichte Friedrich die Auflösung des Banns) abgeschlossen wurden. Im Oktober 1232 ging er zusammen mit Kardinalbischof Rinaldo dei Conti di Segni nach Viterbo, um den Streit dieser Stadt mit Rom zu schlichten. Ihre Vermittlungsbemühungen im Sommer 1237 in Oberitalien, für einen Frieden zwischen dem Kaiser und den lombardischen Städten, waren hingegen erfolglos.
Thomas starb im August 1239 in Anagni, dem damaligen Aufenthaltsort der päpstlichen Kurie.

## Werke
Aus Thomas’ Wirken als Kardinalpönitentiar ist eine maßgeblich auf ihn zurückzuführende Formularsammlung hervorgegangen. Daneben verfasste Thomas eine Ars dictandi, eine lehrbuchartige Einführung in den Briefstil der damaligen päpstlichen Kanzlei.
Im Rahmen seiner Tätigkeit in der päpstlichen Verwaltung und Gerichtsbarkeit entstand auch der Grundstock für die unter seinem Namen überlieferte Briefsammlung (Summa dictaminis), die wohl nach dem Tod Papst Clemens’ IV. zwischen 1268 und 1271 erstmals in zehn Büchern mit über 500 Stücken zusammengestellt wurde (also auch Stücke enthält, die nach Thomas’ Tod entstanden sind). Ihr herausragender Quellenwert für die Geschichte des 13. Jahrhunderts beschäftigt die Forschung seit mehreren Generationen; grundlegende Arbeiten stammen von Emmy Heller, Hans Martin Schaller und Matthias Thumser.

## Editionen
Formularsammlung
- Henry Charles Lea (Hrsg.): A Formulary of the Papal Penitentiary in the Thirteenth Century. Philadelphia 1892. (von Lea irrigerweise dem Kardinal Jacobus Thomasius von S. Clemente zugeschrieben) Scans bei archive.org

Ars dictandi
- Emmy Heller (Hrsg.): Die Ars Dictandi des Thomas von Capua. Kritisch erläuterte Edition. Winter, Heidelberg 1929. (ALIM)

Summa dictaminis
- Matthias Thumser/Jakob Frohmann (Hrsg.): Die Briefsammlung des Thomas von Capua. Aus den nachgelassenen Unterlagen von Emmy Heller und Hans Martin Schaller. Vorläufige Online-Edition, MGH 2011. PDF